# 堇花槐
堇花槐（学名：Sophora japonica var. violacea）为豆科槐属下的一个变种。

## 扩展阅读
- 維基物種上的相關：堇花槐